# غاريث كوستا
غاريث كوستا (بالإنجليزية: Gareth Costa)‏ هو مجدف جنوب أفريقي، ولد في 23 نوفمبر 1964 في جوهانسبرغ في جنوب أفريقيا.

## وصلات خارجية
- غاريث كوستا على موقع الاتحاد الدولي للتجديف (الإنجليزية)
- غاريث كوستا على موقع اللجنة الأولمبية الدولية (الإنجليزية)
- غاريث كوستا على موقع أوليمبيديا (الإنجليزية)